# Skoki przez przeszkody

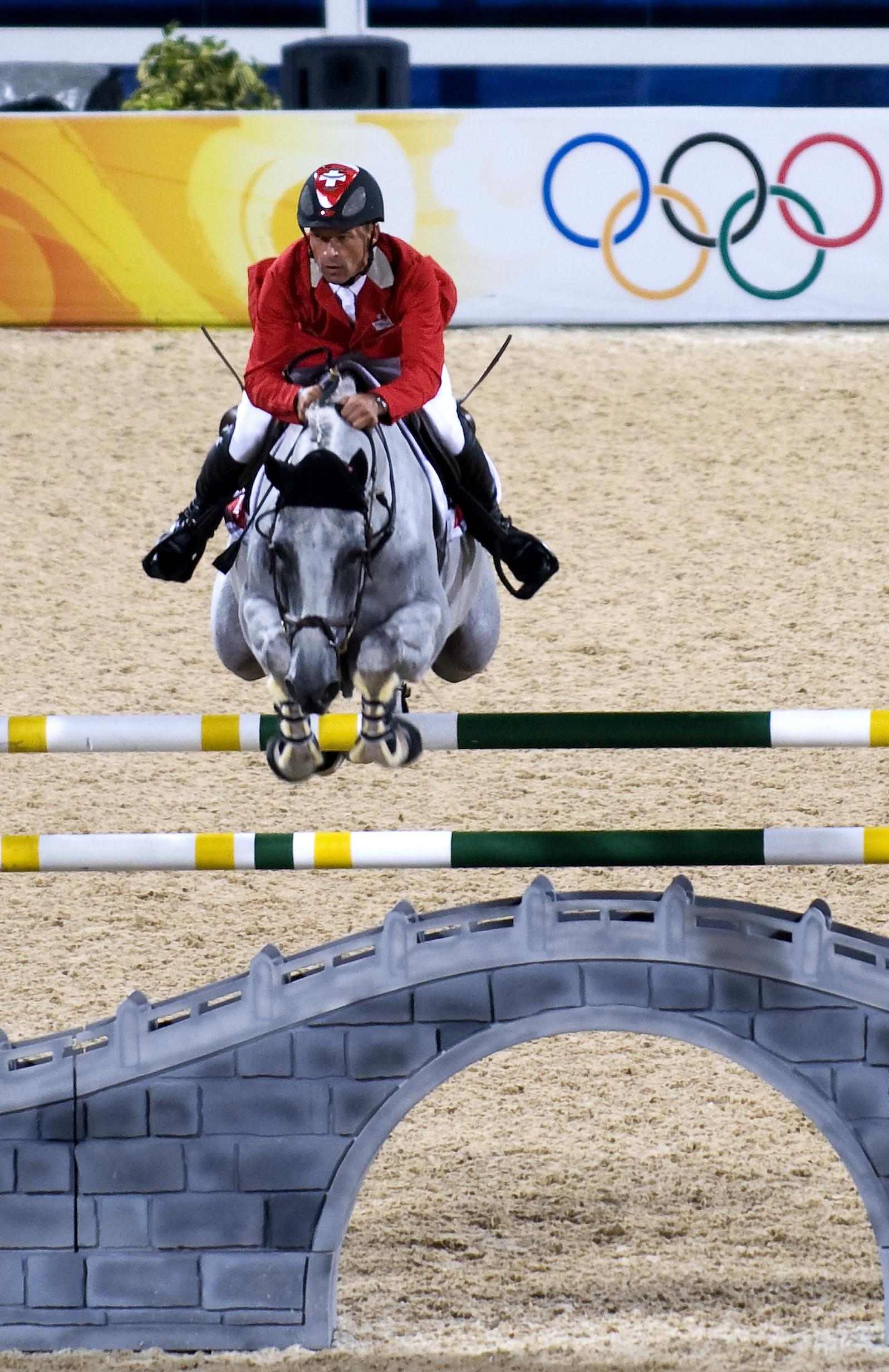
Skok przez stacjonatę – Pius Schwizer (SWI) i koń Nobless M

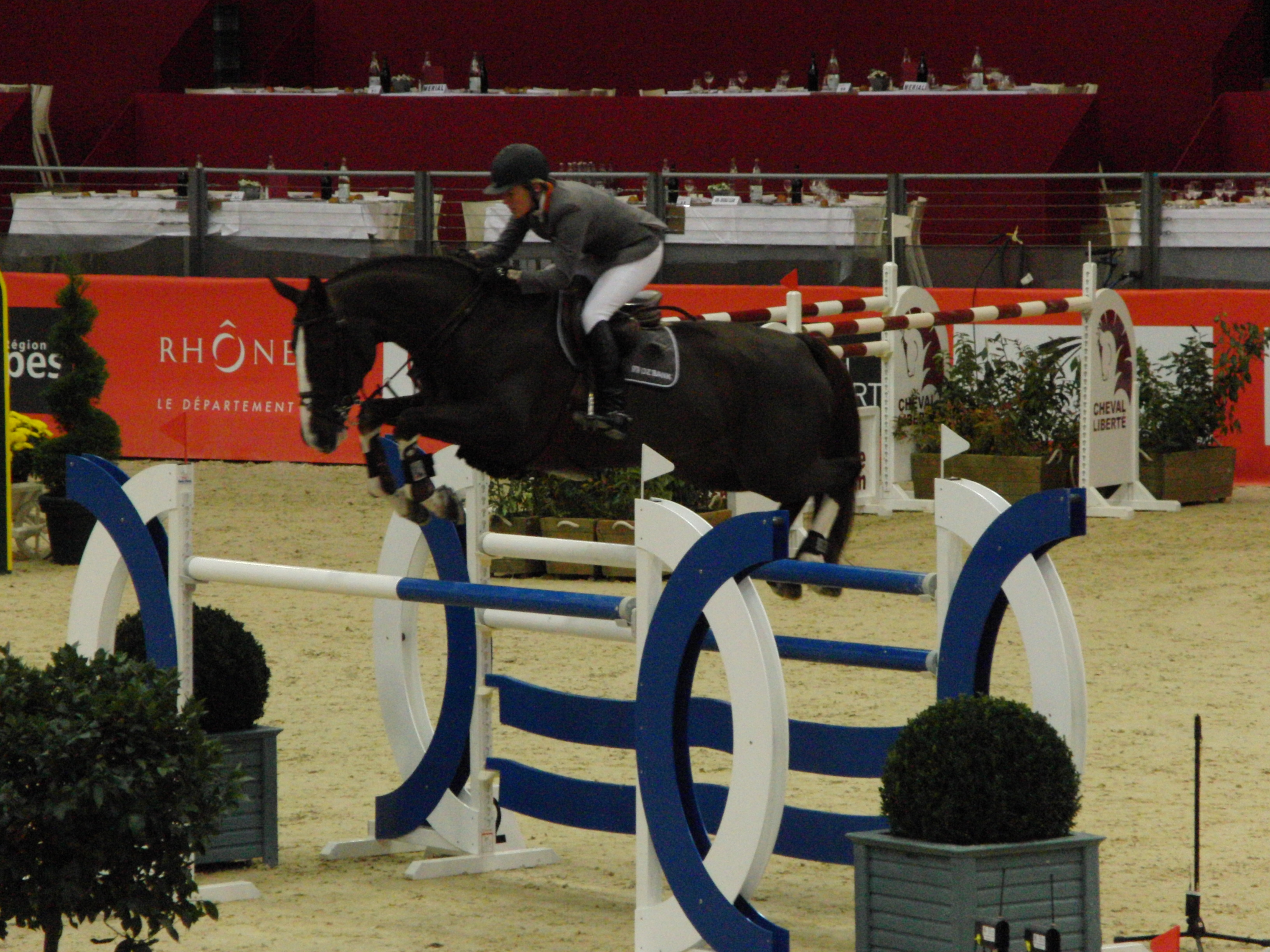
Skok przez okser – Meredith Michaels-Beerbaum (GER) i koń Kismet

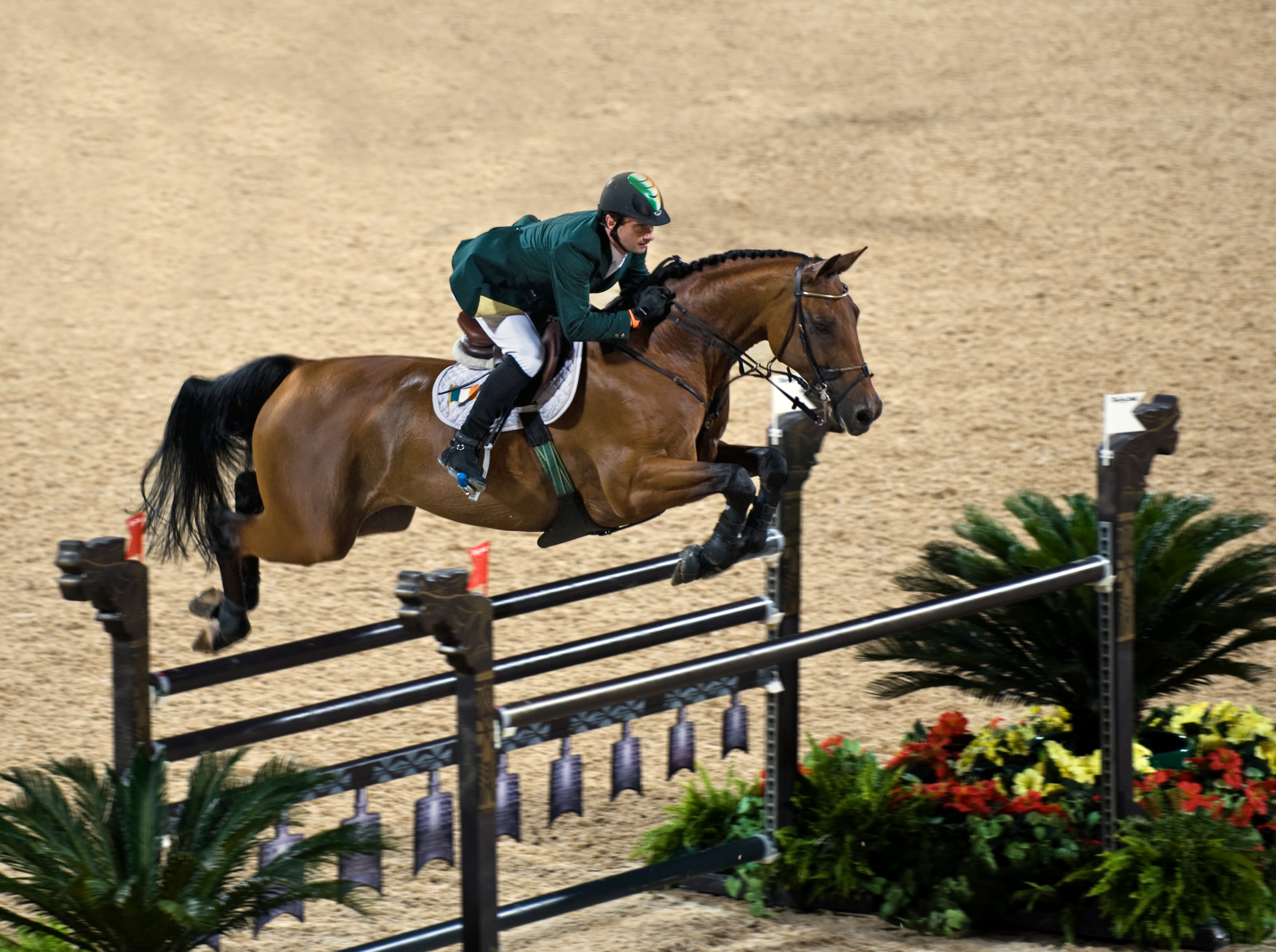
Skok przez okser – Denis Lynch (IRL) i koń Lantinus

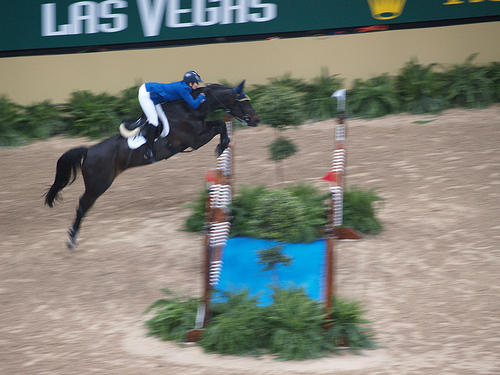
Skok przez okser z imitacją wody – Judy-Ann Melchior (BEL) i koń Grande Dame Z

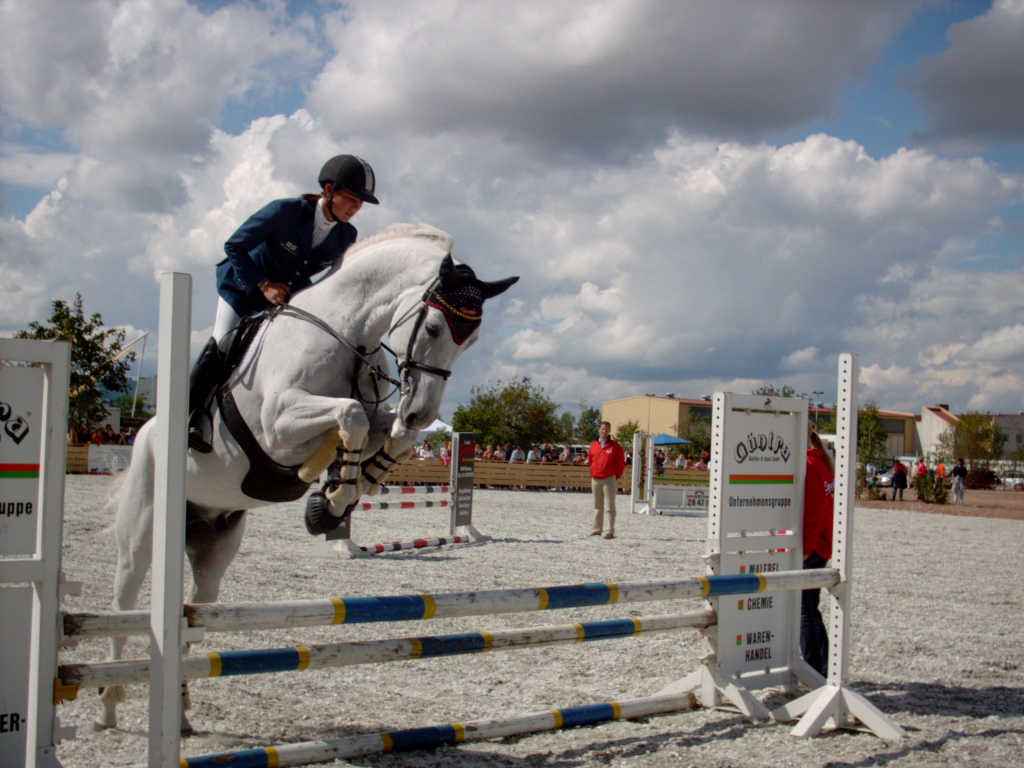
Skok przez przeszkodę

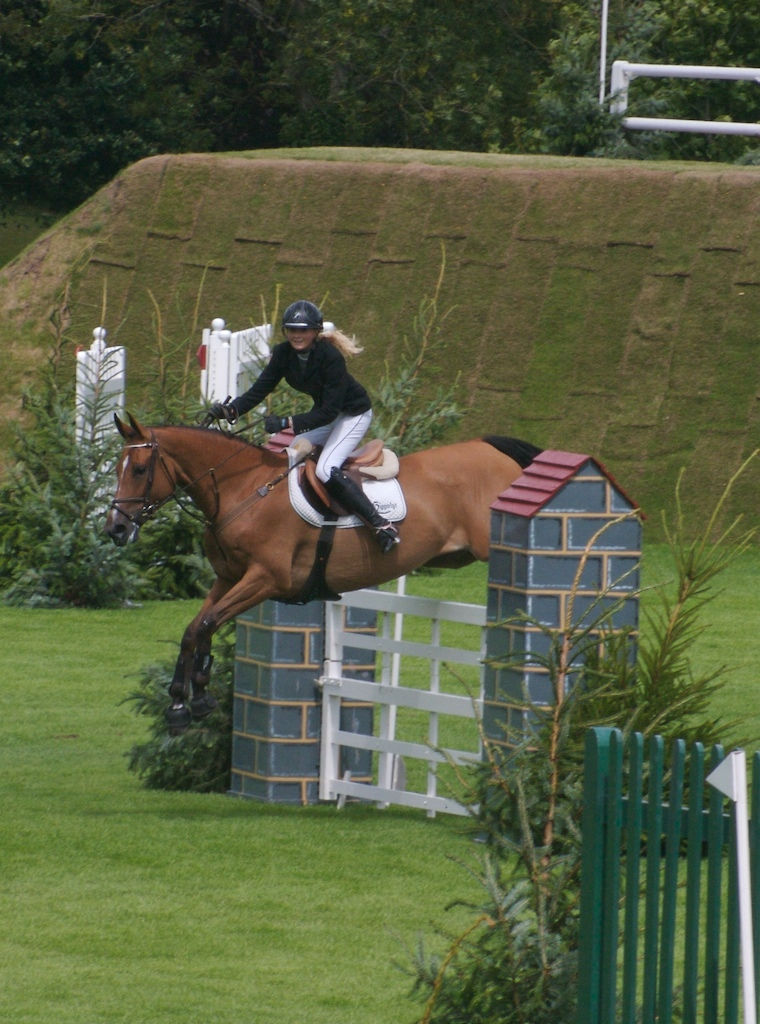
Skok przez stacjonatę

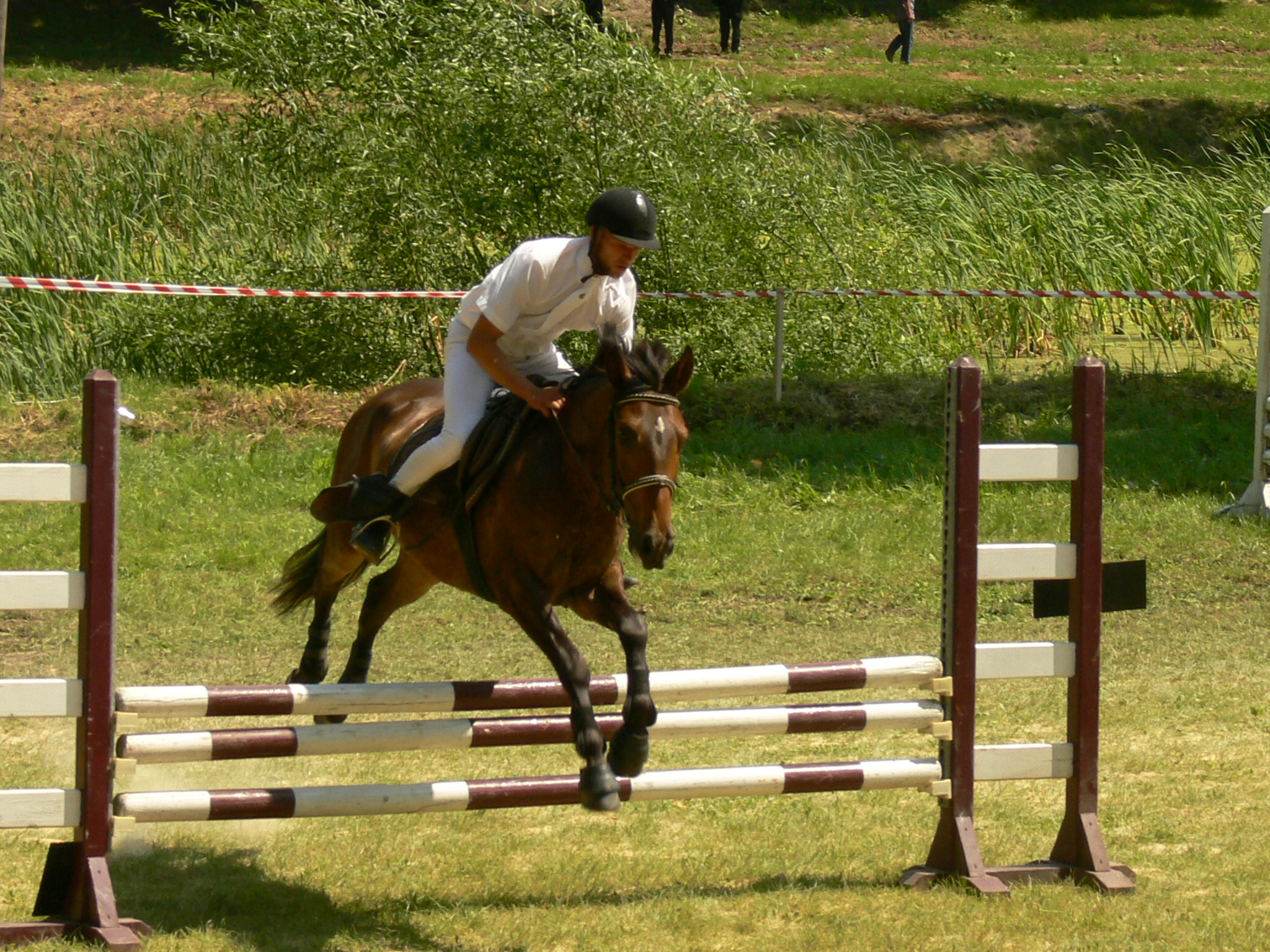
Zawody konne w skokach przez przeszkody w kategoriach LL-N

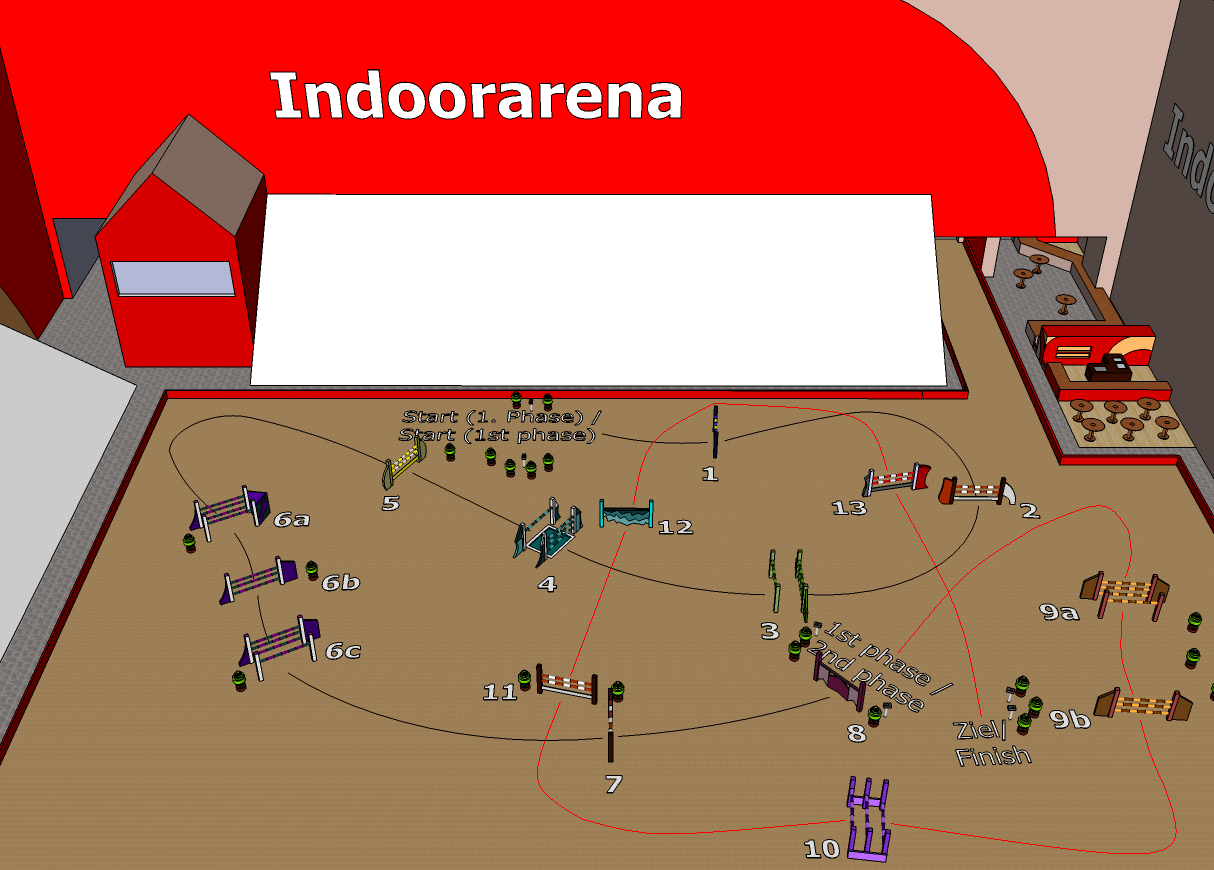
Schemat parkuru – konkurs dwufazowy

Skoki przez przeszkody – olimpijska konkurencja jeździectwa, jedna z siedmiu wspieranych przez Międzynarodową Federację Jeździecką (FEI). W tej konkurencji, koń i jeździec pokonują przeszkody ustawione na torze zwanym parkurem z jak najmniejszą liczbą błędów.

## Historia dyscypliny
Skoki przez przeszkody wywodzą się z XVIII wiecznej tradycji polowań na lisy i współzawodnictwa pomiędzy ich uczestnikami. Pierwsze oficjalne zawody w skokach odbyły się w 1864 roku w Dublinie. Od 1900 roku (olimpiada w Paryżu), czyli już od drugiej olimpiady nowożytnej, jest to dyscyplina olimpijska. Pierwszy konkurs skoków w Polsce rozegrano w 1880 roku w Warszawie. Na początku XX wieku zaczęto stosować rodzaj dosiadu, umożliwiający koniowi skakanie w warunkach zbliżonych do naturalnych. Rewolucyjną w tamtych czasach pozycję skokową wprowadził kapitan Federico Caprilli.

## Konkursy – zasady ogólne
Celem zawodów jest sprawdzenie umiejętności, dokładności i wytrenowania konia skaczącego pod jeźdźcem.
Konkurencja polega na tym, że na parkurze ustawia się kilka lub kilkanaście przeszkód, które jeździec wraz ze swym koniem musi pokonać w określonej kolejności oraz normie czasu, z jak najmniejszą liczbą zrzutek i przypadków nieposłuszeństwa konia – tak zwanego wyłamania – lecz w konkursie skoków w zawodach WKKW kończy się to dyskwalifikacją. Za każdy błąd para (koń i jeździec) otrzymuje punkty karne. Zwycięża ten, kto zgromadził jak najmniejszą liczbę punktów karnych, a w przypadku wyrównanego wyniku, ten kto pokona tor w krótszym czasie. Istnieje wiele rodzajów konkursów: w niektórych zwycięzcy wyłaniani są w dogrywkach; są też konkursy pozwalające na zbieranie punktów bonifikacyjnych oraz takie, w których priorytetowy jest czas przejazdu. Kobiety współzawodniczą z mężczyznami.
Istnieje wiele rodzajów przeszkód, a te najczęściej spotykane to: stacjonata, okser, triplebarre, mur, oraz rów z wodą. W zależności od klasy i rodzaju konkursu, na parkurze ustawionych jest od 7 do 13 przeszkód – pojedynczych lub wchodzących w skład kombinacji, czyli tzw. szeregów. Przeszkody są ponumerowane zgodnie z kolejnością pokonywania; wyjątek stanowią niektóre konkursy specjalne. Dodatkowo, linia startu i mety, przeszkody oraz przejazdy obowiązkowe oznaczane są chorągiewkami białymi i czerwonymi. Zawodnik musi pokonać te części toru pomiędzy chorągiewkami, mijając czerwone po swojej prawej, a białe po lewej stronie.

## Punktacja
Najczęściej podstawą w ocenianiu zawodników jest najmniejsza liczba błędów oraz czas pokonywania parkuru. Do błędów zalicza się (w konkursach do wysokości 125 cm czyli do klasy N1 włącznie):
- strącenie przeszkody: 4 punkty karne
- pierwsze nieposłuszeństwo konia: 4 punkty karne
- drugie nieposłuszeństwo konia: 4 punkty karne
- trzecie nieposłuszeństwo konia: eliminacja
- po trzecim nieposłuszeństwie konia można wykonać tak zwany skok posłuszeństwa na dowolnie wybranej przeszkodzie parkuru lecz i tak następuje dyskwalifikacja
- przekroczenie normy czasu: za każde rozpoczęte 4 sekundy – 1 punkt karny, w rozgrywkach za każdą rozpoczętą sekundę – 1 punkt karny (punkty karne mogą mieć wartości ułamkowe)
- dwukrotne przekroczenie normy czasu: eliminacja
- upadek jeźdźca lub jeźdźca i konia: eliminacja
- pomylenie trasy przebiegu: eliminacja
- pomoc niedozwolona: eliminacja
- nadużywanie pomocy jeździeckich; bicie konia często kończy się dyskwalifikacją

W konkursach od 130 cm włącznie (klasa C i powyżej oraz międzynarodowe zawody FEI) dopuszczalne jest tylko jedno nieposłuszeństwo konia; drugie powoduje eliminację z konkursu.
Eliminacja różni się od dyskwalifikacji podstawami do jej stosowania oraz tym, że dotyczy tylko jednego konkursu i niemożności jego kontynuowania. Dyskwalifikacja może natomiast dotyczyć całych zawodów i wszystkich rozgrywanych w ich ramach konkursów.

## Klasy konkursów
W Polsce obowiązują następujące klasy konkursów określone między innymi maksymalną wysokością przeszkód:
- mini LL – jest to konkurs niższy od LL i nieuznawany na wszystkich zawodach
- LL -- do 90 cm;
- L – 100 cm; L1 – 105 cm
- P – 110 cm; P1 – 115 cm
- N – 120 cm; N1 – 125 cm
- C – 130 cm; C1 – 135 cm
- CC – 140 cm; CC1 – 145 cm
- CS – 150 cm; CS1 – 155 cm

Co najmniej 50% przeszkód musi mieć wymiar odpowiadający klasie konkursu. Pozostałe przeszkody mogą być o 5 cm wyższe lub niższe.
W niektórych konkursach (potęgi skoku, 6 barier) przeszkody mogą mieć nawet ponad 2 metry wysokości.
Czasem, na zawodach towarzyskich (najniższej rangi) są spotykane również klasy Mini LL, które muszą być niższe niż 90 centymetrów. Stadnina organizująca je sama wybiera wysokość przeszkód.

## Zawody
Najważniejszą imprezą sportową w skokach przez przeszkody jest letnia olimpiada (rozgrywana od 1900 roku), mistrzostwa świata (rozgrywane od 1957 roku), Puchar Świata, a także mistrzostwa kontynentów i regionów.

### Puchar Narodów
Reprezentacje narodowe każdego roku walczą w seriach konkursów o Puchar Narodów. Zawody te są rozgrywane podczas Międzynarodowych Oficjalnych Zawodów Konnych (CSIO). W konkursie z każdej drużyny narodowej startuje po czterech jeźdźców, a w końcowej klasyfikacji odrzuca się najsłabszy wynik. Drużyny złożone z kilku par koń – jeździec biorą także udział w sztafetach.

## Konkursy skoków
Konkursy w skokach przez przeszkody rozgrywane są na różnych zasadach, a podczas jednych zawodów organizuje się często kilka lub kilkanaście konkursów. Różnorodność torów przeszkód i stopnia trudności stanowią o atrakcyjności zawodów z perspektywy widzów oraz o zainteresowaniu zawodników. Techniczne i prawne warunki uczestnictwa w konkursach są jednakowe dla wszystkich uczestników.
W zawodach obowiązuje limit startów dla konia, który wynosi 2 starty dziennie (w zawodach trwających 3 dni i więcej, od 3 dnia włącznie – tylko 1 start). Start konia w 2 nawrocie konkursu dwunawrotowego jest wykorzystaniem limitu.
Istnieje wiele rodzajów konkursów w skokach przez przeszkody, organizowanych na różnych zasadach. Należą do nich m.in.:

### Konkurs zwykły
Konkurs zwykły – zawodnicy z jednakową liczbą punktów karnych klasyfikowani są według czasu przejazdu – wygrywa zawodnik  który uzyskał najkrótszy czas przejazdu.

### Konkurs na dokładność/styl
Konkurs dokładności ma założoną normę czasu, ale o miejscu w klasyfikacji decyduje nie czas, a liczba punktów karnych zgromadzonych podczas przejazdu. Jeźdźcy, którzy zdobyli tę samą liczbę punktów karnych zajmują miejsca ex aequo. Aby wyłonić zwycięzcę, przeprowadza się rozgrywkę na zasadzie konkursu zwykłego. Lub losowanie miejsc.

### Konkurs na czas (SZWAICAR)
Konkurs na szybkość to konkurs sędziowany według tabeli punktacji C. Polega ona na tym, że popełnione błędy są przeliczane na karne sekundy i dodawane do czasu przejazdu, a nieposłuszeństwa konia (pierwsze lub drugie) skutkują jedynie odpowiednio dłuższym czasem przejazdu. Konkursem takim jest np. konkurs myśliwski, w którym dodatkowo jeździec sam wybiera trasę przejazdu.

### Konkurs dwunawrotowy
Konkurs składa się z dwóch nawrotów, które zawodnik musi pokonać dosiadając tego samego konia. Tory przeszkód mogą być identyczne lub różnić się w poszczególnych nawrotach. W zależności od ustaleń danych zawodów, w drugim nawrocie uczestniczą wszyscy zawodnicy, którzy ukończyli nawrót pierwszy, lub też ich część (nie mniej niż 25% i wszyscy, którzy ukończyli pierwszy nawrót bezbłędnie). Zwycięzców wyłania się zgodnie z punktami karnymi i czasem uzyskanym w rozgrywce.

### Konkurs dwufazowy
Konkurs ten jest rozgrywany w dwóch fazach, następujących bezpośrednio po sobie. Linia mety pierwszej fazy (7 do 9 przeszkód) jest jednocześnie linią startu drugiej fazy (4 do 6 przeszkód). Po zakończeniu pierwszej fazy, przejazd kontynuują w drugiej fazie jedynie ci zawodnicy, którzy pokonali pierwszą bezbłędnie i w normie czasu. Każda z faz może być organizowana na zasadach różnych konkursów (np. dokładności i zwykłego lub dokładności i prędkości).

### Konkurs potęgi skoków (DRABINKA)
Konkurs potęgi skoków polega na pokonywaniu coraz wyższych przeszkód, sięgających nawet ponad dwa metry (minimum 140 cm). Rekord należy do Chilijczyka Alberta Larraguibela na koniu Huaso w 1949 roku i wynosi 247 cm.

### Sztafeta (DOUBLE)
W sztafetach współzawodniczą zespoły złożone z 2 albo 3 zawodników, którzy razem wjeżdżają na parkur. Zawodnicy kolejno rozpoczynają przejazdy, a czas przejazdu wszystkich jest liczony wspólnie. Eliminacja jednego członka powoduje eliminację całego zespołu. Istnieje kilka wersji tego konkursu.

### Konkursy z Jokerem
Konkursy z Jokerem zawierają przeszkodę dużo trudniejszą, ale wyżej punktowaną. Może to być np. przeszkoda z jednej strony zawieszony wyżej niż z drugiej (dopuszczalna różnica to 10 cm).

#### Konkurs o wzrastającym stopniu trudności
Konkurs odbywa się na 6, 8 lub 10 przeszkodach. Za każdą kolejną poprawnie pokonaną przeszkodę otrzymuje się wzrastającą liczbę punktów (za przeszkodę nr 1: 1pkt, nr 2: 2 pkt itd.). Suma powinna wynosić odpowiednio (w zależności od liczby przeszkód): 21, 36 lub 55 punktów. Nie przyznaje się punktów za strąconą przeszkodę. Narastająca trudność przeszkód wynika nie tylko z wysokości i szerokości, lecz także z ich umieszczenia na torze. Ostatnią przeszkodę jeździec może wybrać pomiędzy ostatnią typowo punktowaną przeszkodą lub Jokerem, który jest dwukrotnie wyżej punktowany np. typowo punktowana przeszkoda ma 8 to Joker będzie miał 16 itd. Jednakże w przypadku strącenia jokera, jego wartość jest odejmowana od wyniku. Konkurs ten może być rozgrywany na zasadach konkursu zwykłego, na dokładności z rozgrywką lub zwykłego z rozgrywką dla zawodników o tym samym wyniku punktowym.

#### Konkurs z wyborem przeszkód
W konkursie tym, każda przeszkoda jest oznaczona tabliczką, wskazującą ile punktów bonifikacyjnych daje jej pokonanie (od 10 do 120 punktów). Punktacja zależy od trudności przeszkody, a każda z przeszkód musi mieć taką budowę, która umożliwia przeskoczenie jej z obydwu stron. Jeździec pokonuje przeszkody w dowolnej kolejności (każdą może dwukrotnie). Przeszkoda Joker jako jedyna jest nagradzana 200 punktami. Wygrywa ten, kto w określonym czasie uzbiera najwięcej punktów.
Zrzutka powoduje, że punkty nie są przyznawane, a przeszkoda nie jest odbudowywana i nie jest możliwe zdobycie punktów za jej ponowne pokonanie. Zrzutka Jokera powoduje utratę 200 punktów. Upadek powoduje zakończenie przebiegu, ale zebrane punkty nie przepadają. Nieposłuszeństwa konia skutkują utratą czasu i zebraniem mniejszej liczby punktów bonifikacyjnych.